# Велеград
Велеград (чеш. Velehrad) — муниципалитет в Чехии (Злинский край) на границе со Словакией. Население свыше 1300 человек. C 1205 года здесь располагался Велеградский монастырь ордена монахов-цистерцианцев, а в XIX веке иезуитское училище. В 1990 город посетил Иоанн Павел II.
В деревне находится самое старое цистерцианское аббатство в Моравии, которое принадлежит иезуитам с 1890 года и ежегодно 5 июля проходит национальное паломничество на Велеграде, по случаю праздника святых Кирилла и Мефодия. Считается, что именно в Велеграде в 885 году умер святой Мефодий.

## История

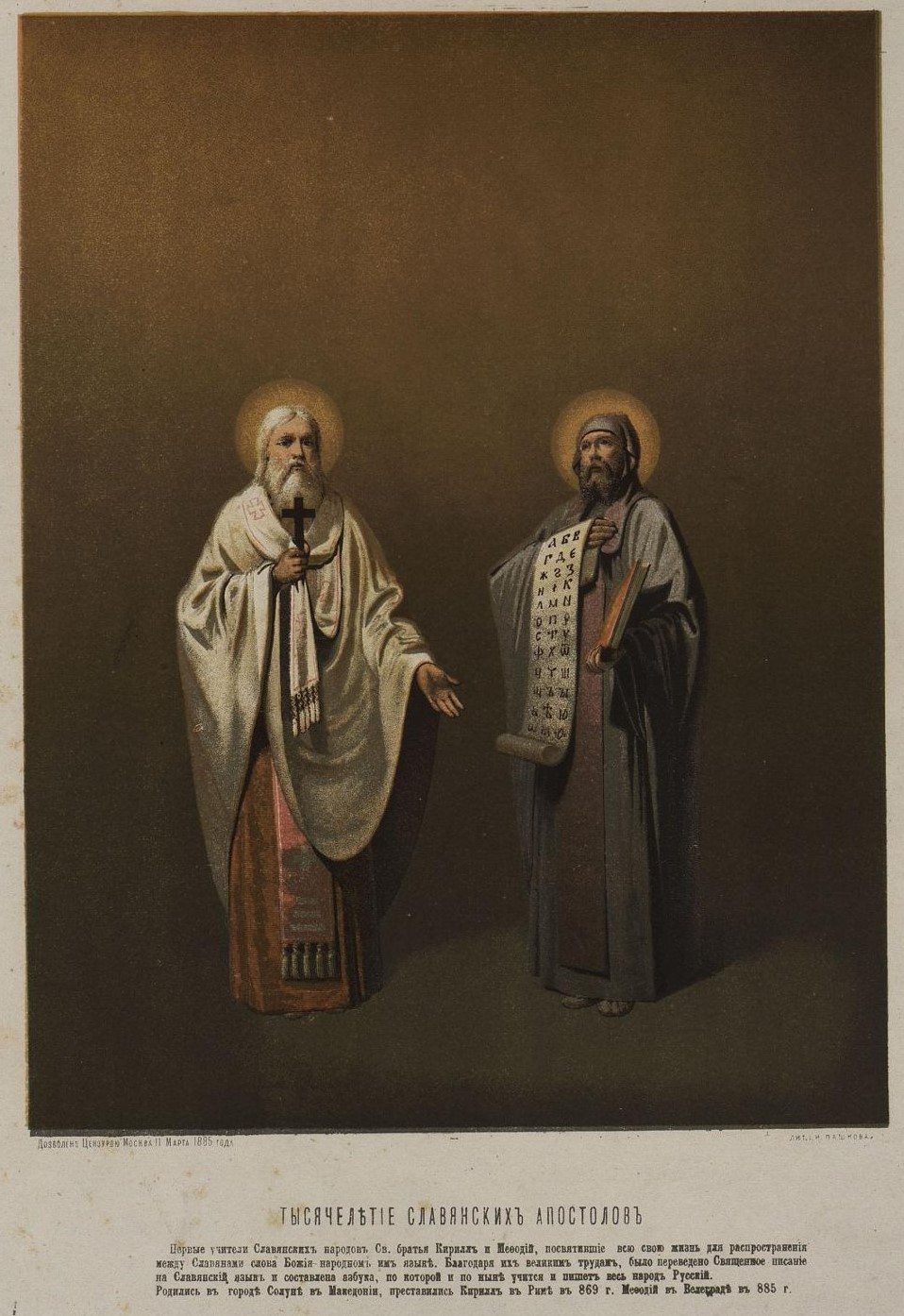
"Тысячелетие славянских апостолов" Кирилла и Мефодия. Лит.1885г.

У людей деревня до сих пор отождествляется с главным центром Великой Моравии. Однако в источниках 9-13 веков место нигде не упоминается. Самый старый документ о Велеграде - это список оломоуцкого епископа Генриха Здика 1131 года.
В 1990 году Папа Римский Иоанн Павел II посетил Велеград.
В 1993 году в Велеграде состоялось общенациональное молодёжное собрание, в котором приняли участие около 8000 человек со всей Чехии.

## Достопримечательности

### Велеградский монастырь
Велеградский монастырь — первый цистерцианский монастырь, основанный в Моравии. В её состав входит базилика Вознесения Пресвятой Богородицы и Святых Кирилла и Мефодия, украшенная золотой розой (1985), которая является самой важной паломнической базиликой Чешской Республики.
Монастырь был завершен в 40 года 13 века. Построен в позднем романском стиле, с влиянием ранней готики. В настоящее время он принадлежит иезуитам.
В январе 1421 года монастырь сожгли моравские гуситы, его восстановление произошло только в конце 16 века (в то время был заселен только так называемый аббатский дворец). В течение тридцатилетней войны монастырь был опустошен в дважды, сначала Трансильванскими войсками (1623), во второй раз, боевиками из Валашска (1626). За этими событиями последовала ещё одна ранняя барочная перестройка (1629-1635). В 1681 году в монастыре произошёл разрушительный пожар, который привел к обширной перестройке конвенции, а затем (и особенно) церкви, которая проходила на рубеже 17 и 18 веков. В 1784 году монастырь был закрыт в рамках Йозефинских реформ. С тех пор церковь действует как приходская.
В 1890 году монастырь был приобретен иезуитами, которые, среди прочего, создали здесь свои учебные заведения. Во время их правления в монастыре были проведены две раскопки (1903-1906 и 1936-1941), основная цель которых, конечно, был дренаж монастырской землей. В 1935-1939 годах иезуиты провели капитальный ремонт объекта. В 1950 году монастырь был разворован из-за Akce K (ликвидации монастырей) и его деятельность была прекращена.
В 1990 году иезуиты вернулись в монастырь, и в том же году в Велеград посетил Папа Иоанн Павел II. Его сопровождал кардинал Франтишек Томашек. В память об этом событии во дворе перед базиликой возведен Большой крест с папской эмблемой.

#### Монастырская базилика
Частью нового монастыря был и собор "Пресвятой Марии", который был освящен епископом Робертом в начале строительства (27 ноября 1228). Сегодня это Базилика Вознесения Девы Марии и Святых Кирилла и Мефодия.
Нынешний облик храм приобрел после больших перестроек, которые последовали на рубеже 17 и 18 века, после пожара в 1681 году. Однако, несмотря на них, она сохранила романско-готический стиль. Во время перестройки было сформировано 14 отдельных часовен, была снесена прихожая и западный фасад (длина базилики так упал со 100 до 86 метров) и полностью была переделана крыша и башни базилики. Пол был поднят до уровня окружающей местности (на протяжении веков увеличивалось примерно на 2 метра), и под ним были построены склепы. После очередного пожара в 1719 году были ремонт завершен и доделан интерьер, над которым приняли участие скульптор Бальтазар Фонтана, скульптор Карл Иоганн Штейнгаусер и художник Игнац Раав.
Реконструкция церкви завершилась 2 октября 1735 года торжественным вторым освящением. В 1927 году Папа Пий XI присудил церкви титул младшего базилика. В июне 1985 года базилика получила Золотую розу от папы Иоанна Павла II.

#### Школы при монастыре
Иезуиты создали общежитие в монастыре, а затем гимназию для обучения священников и миссионеров. Гимназия возникла в 1916 году, но в начале она была лишь филиалом архиепископской гимназии в Праге-Бубенчи. Огромный престиж ему принес 1919 год, когда Папа Римский Бенедикт XV повысил колледж, принадлежащий к институту, в папский институт. Таким образом, колледж получил название папского Миссионерского института святого Кирилла и Мефодия для славянских миссий.
Гимназия полностью стала самостоятельным только в конце 1937 года. В 1942 году он был упразднен нацистами и кампус монастыря использовался Гитлерюгенд. В 1945 году оба института были восстановлены, но не надолго. Деятельность как общежития, так и гимназии была принудительно прекращена коммунистическим режимом в рамках действий в ночь с 13 на 14 апреля 1950 года, когда монастырь был ограблен.
В 2004 году здесь открылась церковная гимназия, основанная оломоуцким архиепископом Яном Граубнером в 2001 году.

### Другие достопримечательности
- Церковь откровения Господня (Велеград) -  согласно приданию, это место проповеди Кирилла в Велеграде.
- Статуя Святого Иоанна Непомуцкого
- Колонна со статуей Иисуса Христа 1703 года, от неизвестного автора, стоит на дороге. Христос вырезан меньше, чем в натуральную величину. Его фигура, связанная руками, привязанная к низкому столбу, представляет собой "человека боли“.
- Колонна со статуей святого Иоанна Непомуцкого
- На шоссе № 428 примерно в 3,5 км к северу от поселка Модра находится исторический памятник – каменный блок из песчаника "стол Короля".
- 13 июня 2010 года был благословлен путь паломничества, который соединяет Старый город в Угерске Градиште с Велеградом. Паломничество было благословлено оломоуцким архиепископом Яном Граубнером. По проекту архитекторов Клемента и Тодорова, были вымощены каменные поверхности для возведения каменных остановок.

## Население
| Год  | Численность | Численность |
| ---- | ----------- | ----------- |
| 1869 | 544         | [ 6 ]       |
| 1880 | 585         | [ 6 ]       |
| 1890 | 594         | [ 6 ]       |
| 1900 | 610         | [ 6 ]       |
| 1910 | 686         | [ 6 ]       |
| 1921 | 798         | [ 6 ]       |
| 1930 | 936         | [ 6 ]       |
| 1950 | 1196        | [ 6 ]       |
| 1961 | 1565        | [ 6 ]       |
| 1970 | 1503        | [ 6 ]       |
| 1980 | 1535        | [ 6 ]       |
| 1991 | 1623        | [ 6 ]       |
| 2001 | 1471        | [ 6 ]       |
| 2011 | 1276        | [ 6 ]       |
| 2014 | 1267        | [ 7 ]       |
| 2016 | 1203        | [ 8 ]       |
| 2017 | 1195        | [ 9 ]       |
| 2018 | 1174        | [ 10 ]      |
| 2019 | 1172        | [ 11 ]      |
| 2020 | 1170        | [ 12 ]      |
| 2021 | 1153        | [ 13 ]      |
| 2022 | 1112        | [ 14 ]      |
| 2023 | 1129        | [ 15 ]      |
| 2024 | 1126        | [ 3 ]       |